# Hula (film)
Hula is een Amerikaanse dramafilm uit 1927 onder regie van Victor Fleming. Destijds werd de film in Nederland uitgebracht onder de titel Hula, de dolle maagd.

## Verhaal
Hula Calhoun is de dochter van een plantage-eigenaar op Hawaï. Ze wordt verliefd op de Britse ingenieur Anthony Haldane, die al getrouwd blijkt te zijn. Hula gooit alles in de waagschaal om zijn hart alsnog te winnen.

## Rolverdeling
| Acteur           | Personage        |
| ---------------- | ---------------- |
| Clara Bow        | Hula Calhoun     |
| Clive Brook      | Anthony Haldane  |
| Arlette Marchal  | Mevrouw Bane     |
| Arnold Kent      | Harry Dehan      |
| Miss DuPont      | Margaret Haldane |
| Albert Gran      | Bill Calhoun     |
| Agostino Borgato | Oom Edwin        |